# Лубажак
Лубажа́к (фр. Loubajac, окс. Lobajac) — коммуна во Франции, находится в регионе Юг — Пиренеи. Департамент — Верхние Пиренеи. Входит в состав кантона Сен-Пе-де-Бигор. Округ коммуны — Аржелес-Газост.
Код INSEE коммуны — 65280.

## География
Коммуна расположена приблизительно в 670 км к югу от Парижа, в 135 км юго-западнее Тулузы, в 17 км к юго-западу от Тарба.
По территории коммуны протекает река Ус.

## Климат
Климат умеренно-океанический с солнечной тёплой погодой и обильными осадками на протяжении практически всего года.

## Население
Население коммуны на 2010 год составляло 405 человек.
| 1962 | 1968 | 1975 | 1982 | 1990 | 1999 | 2010 |
| ---- | ---- | ---- | ---- | ---- | ---- | ---- |
| 267  | 260  | 257  | 341  | 370  | 378  | 405  |

## Администрация
| Период | Период | Фамилия   | Партия | Примечания |
| ------ | ------ | --------- | ------ | ---------- |
| 2001   | 2020   | Ги Вержес |        |            |

## Экономика
В 2010 году среди 250 человек трудоспособного возраста (15-64 лет) 193 были экономически активными, 57 — неактивными (показатель активности — 77,2 %, в 1999 году было 73,0 %). Из 193 активных жителей работали 175 человек (94 мужчины и 81 женщина), безработных было 18 (6 мужчин и 12 женщин). Среди 57 неактивных 24 человека были учениками или студентами, 21 — пенсионерами, 12 были неактивными по другим причинам.

## Достопримечательности
- Церковь Св. Сатурнина (XV век). Исторический памятник с 1986 года[4]

## Фотогалерея
- Церковь Св. Сатурнина
- Карта коммуны